# Bengt Jönsson Oxenstierna
Bengt Jönsson Oxenstierna svéd államférfi, lovag és néhány hónapig Svédország kormányzója testvérével, Nils Jönssonnal közösen.

Bengt Jönsson az 1390-es évek elején született, legkésőbb 1393-ban, mert 1409-ben már nagykorú volt. Apja id. Jöns Bengtsson Oxenstierna, anyja Martha Finvidsdotter Froze volt. 1426-ban tierp-i kerületi bíró lett, 1437-től tagja a svéd Titkos Tanácsnak. Uppland főbírája 1439-től (vagy 1440-től). I. Kristóf király 1441-ben, a koronázásán lovaggá ütötte. A király halála után, 1448 januárjától júniusáig fivérével, Nils Jönssonnal közösen Svédország kormányzói tisztét töltötte be, míg Karl Knutssont királlyá nem választották.

Bengt Jönsson egy (vagy két) évvel később meghalt.
1416-ban feleségül vette Kristina Kristiernsdotter Vaasat, majd annak halála után 1437-ben Martha Lydekadotter Stralendorpot. Fia, Jöns Bengtsson Uppsala érseke és Svédország kormányzója lett.

## Fordítás
- Ez a szócikk részben vagy egészben  a   Bengt Jönsson (Oxenstierna) című svéd Wikipédia-szócikk ezen változatának fordításán alapul.  Az eredeti cikk szerkesztőit annak laptörténete sorolja fel. Ez a jelzés csupán a megfogalmazás eredetét és a szerzői jogokat jelzi, nem szolgál a cikkben szereplő információk forrásmegjelöléseként.